# Guardia de Coraceros
La Guardia de Coraceros (oficialmente: Unidad de Caballería - Coraceros) es el cuerpo de policía montada del Uruguay, conforma en la actualidad una de las subunidades de la Guardia Republicana, la cual posee carácter nacional y profesional, dependiente por lo tanto del Poder Ejecutivo por intermedio del Ministerio del Interior.

## Cometidos

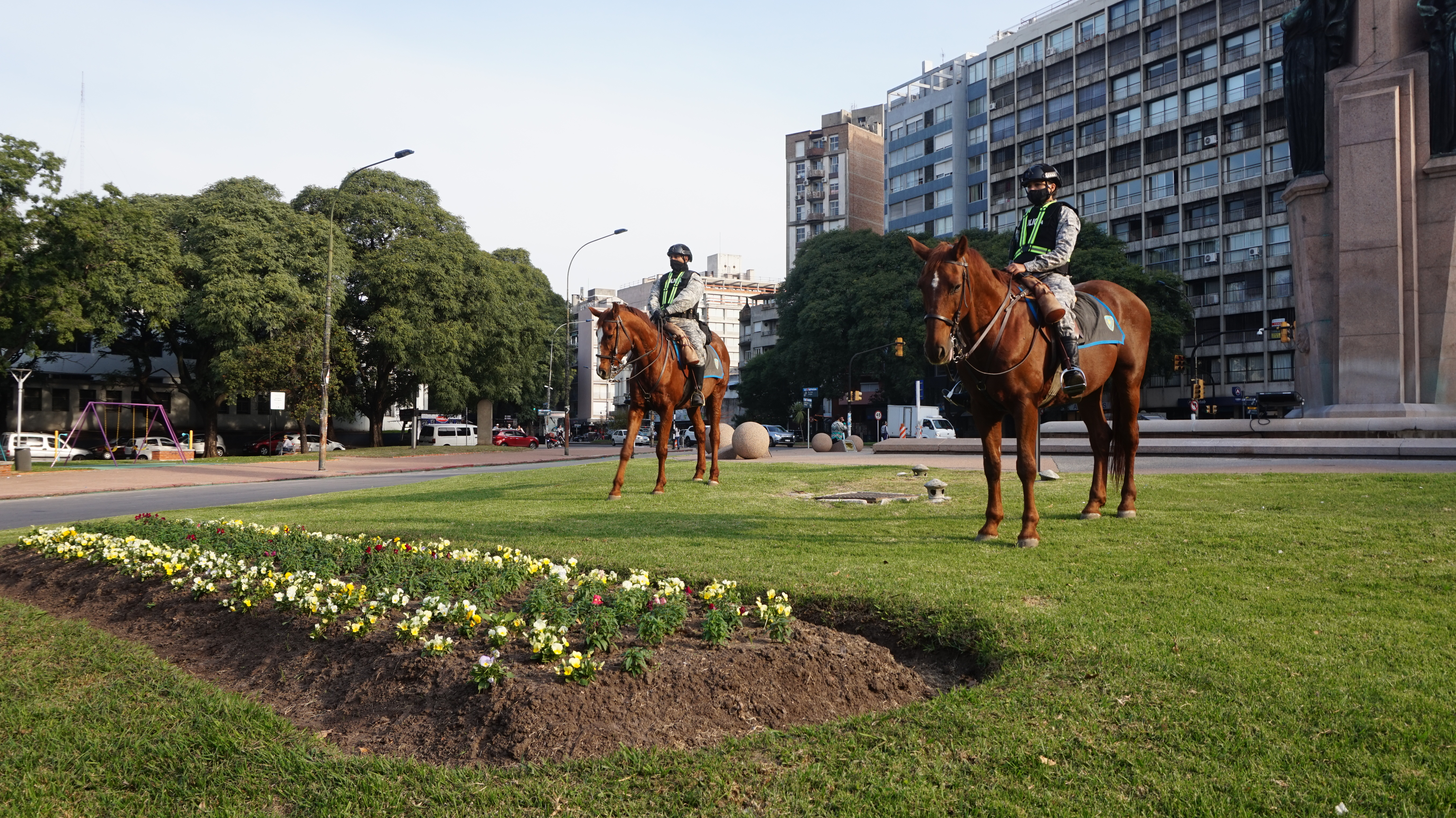

En su carácter de unidad policial, le compete el mantenimiento y eventual restablecimiento del Orden Público; así como la prevención de los delitos. Es en su mayor medida, una fuerza antidisturbios HIPO (montada a caballo); debido a la gran efectividad disuasiva que representa.
Sin embargo, la unidad es desplegada además a cumplir un gran número de tareas en todo el territorio nacional, tales como patrullajes a caballo en áreas verdes (plazas, parques, zonas turísticas, etc.); desfiles y custodias de Gala de Honor en eventos patrios y/o diplomáticos, vistiendo Uniforme de Gala Tradicional; y toda asignación que requiera el uso de equinos.

## Creación
Fue fundada el 15 de julio de 1895, bajo la denominación de Escuadrón de Seguridad, dentro de la Jefatura de Policía de Montevideo.
En 1916, su denominación fue reemplazada por la de Guardia Republicana, hasta que en los años setenta adoptó el nombre Guardia de Coraceros.
En 2013, la Guardia de Coraceros, junto con la Guardia Metropolitana dejaron de depender de la Jefatura de Montevideo, fueron fusionadas y se convirtieron en la Guardia Republicana, dependiente del Ministerio del Interior. La Guardia de Coraceros, se convirtió además en una unidad de la fuerza creada en ese año.